# Me and My Gang (песня)
«Me and My Gang» — песня американской кантри-группы Rascal Flatts, написанная Джеффри Стилом, Джоном Стоуном и Тони Маллинзом. Она была выпущена 17 апреля 2006 года в качестве второго и заглавного сингла альбома Me and My Gang. Песня заняла 6-е место в американском чарте Billboard Hot Country Songs в том же году.

## История
«Me and My Gang» — это темповая композиция под аккомпанемент электрогитары с ток-боксом во вступлении. В ней мужчина-повествователь рассказывает о путешествии по стране со своей бандой.
Тони Маллинз, один из авторов песни, рассказал, что придумал основной рифф песни во время работы над другой композицией. Джеффри Стил услышал рифф и решил, что он подходит к названию «Me and My Gang», которое он придумал в то время. Во время работы над записью песни солист группы Rascal Flatts Гэри ЛеВокс позвонил Маллинзу и спросил, можно ли изменить оригинальную строчку «dude named king kong eattin' on a ding dong» в песне. Эта строчка стала «Dude named Elrod, jammin' on an iPod», которая, по словам Маллинза, была первой строчкой, пришедшей ему на ум.

## Отзывы
Критик Allmusic Стивен Томас Эрлевайн, рецензируя альбом, сказал, что песня выглядит как упрощение «развязности» Big & Rich и содержит риффы, похожие на «Livin' on a Prayer» Bon Jovi..

## Позиции в чартах

### Еженедельные чарты
| Чарт (2006)                       | Высшая позиция |
| --------------------------------- | -------------- |
| Канада (Billboard Country)        | 15             |
| США (Billboard Hot Country Songs) | 6              |
| США (Billboard Hot 100)           | 50             |
| США Billboard Pop 100             | 71             |

### Годовые итоговые чарты
| Чарт (2006)                   | Позиция |
| ----------------------------- | ------- |
| США Country Songs (Billboard) | 38      |